# ウィリアム・シッペン (庶民院議員)

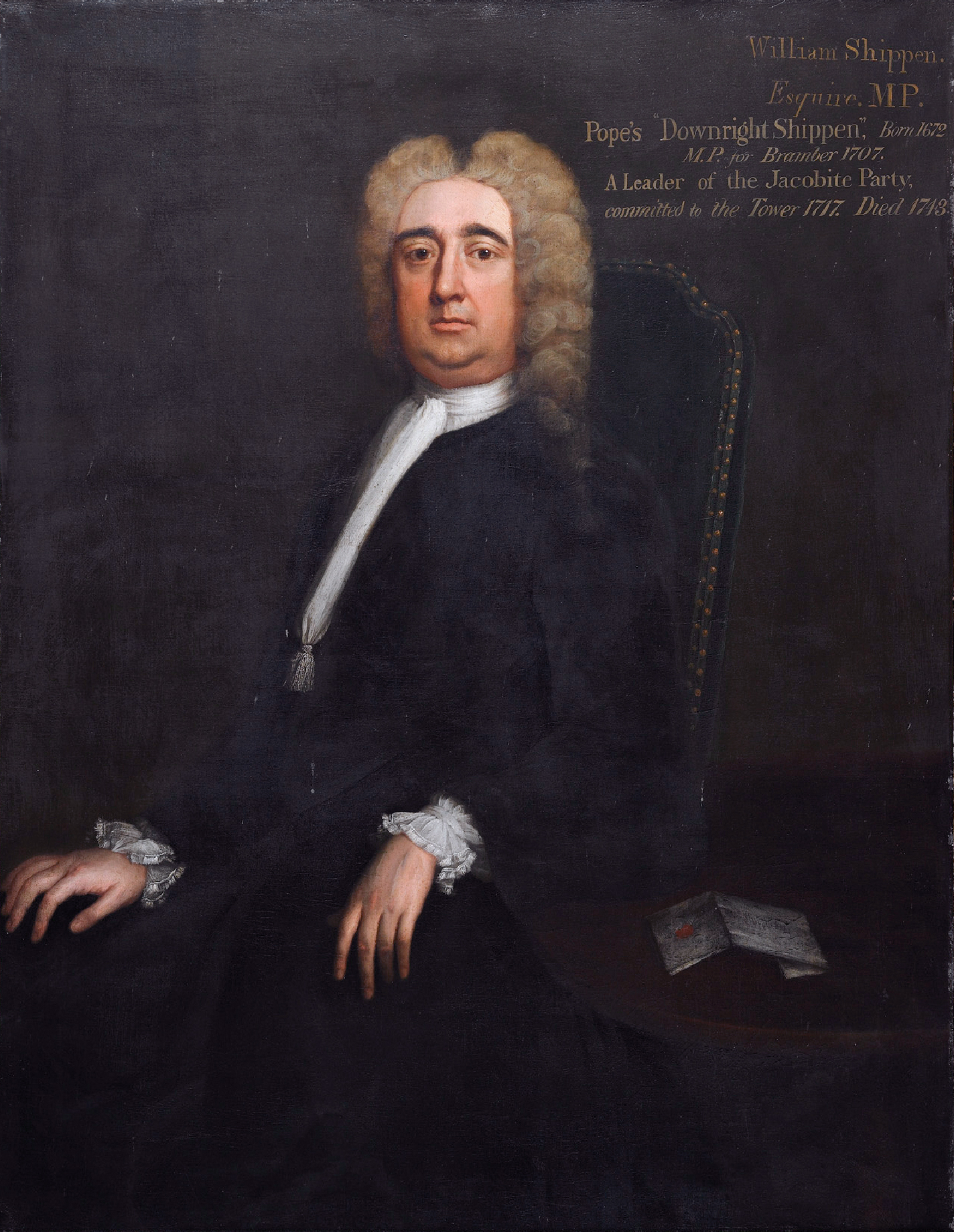
ウィリアム・シッペンの肖像画、イーノック・シーマン作。

ウィリアム・シッペン（英語: William Shippen、1673年7月30日（洗礼日） - 1743年5月1日）は、イギリスの政治家。トーリー党所属の庶民院議員で、ジャコバイトである。

## 生涯
シッペンはストックポート（Stockport）グラマースクールで教育を受けた後、1687年7月17日にオックスフォード大学ブレーズノーズ・カレッジに進学、その1年後にはウェストミンスターの王室奨学金学生に選ばれた。1691年6月26日にケンブリッジ大学トリニティ・カレッジからの年金を得て、翌年に同カレッジのスカラになった。1693年にミドル・テンプルに入学、1699年に弁護士資格免許を得た。1712年7月17日、ノーサンバーランドのジェスモンド・ホール（Jesmond Hall）のリチャード・ストート（Richard Stote）の娘フランシス・ストート（1747年没）と結婚した。
第2代プリマス伯爵アザー・ウィンザーの後援を得て1707年から1713年までブランバー選挙区で庶民院議員に当選、1713年から1715年までソルタッシュ選挙区の、1715年から死去までニュートン選挙区の代表として議員を務めた。
シッペンは庶民院で国王ジョージ1世の演説を「グレートブリテンではなく、ドイツ中心で考えられている」と、ジョージ1世を「我が言語と憲法に疎い者」と批判した。その結果、庶民院はシッペンの演説が「陛下の人格と政府に対し、大きく不敬で、不公平な感想である」と議決、シッペンは1717年12月4日にロンドン塔に送られた。翌年3月、シッペンは「老僭王」ジェームズ・フランシス・エドワード・ステュアートに手紙を書き、老僭王の願いが「最大の喜びと忠誠をもって」満たされると述べた。1721年中にはイングランドとスコットランドのジャコバイトの仲介役としてニューカッスルでジョージ・ロックハートと面会して、通信手段について話し合った。しかし、1740年には彼が「恐怖し、国王（老僭王）の文通相手に自身の涙を植えつけた」ことを理由に、フランスが後援する蜂起に関する老僭王からイングランドのジャコバイトへの連絡から外された。1741年2月にホイッグ党のサミュエル・サンズがロバート・ウォルポールを不信任決議にかけたとき、シッペンは棄権して「ロビンも私も誠実な人間であり、彼はジョージ王を、私はジェームズ王を支持した。クラバットをつけた男たちはジョージ王かジェームズ王の下しか望まない」とコメントした。後に彼は「共和主義の原則でロビンを追い落とす」ことはしないと表明した。